# Echinax bosmansi
Echinax bosmansi es una especie de arañas araneomorfas de la familia Corinnidae.

## Distribución geográfica
Es endémica del norte de Célebes (Indonesia).